# Gimnastyka estetyczna
Gimnastyka estetyczna (AGG, Aesthetic Group Gymnastics), jest dyscypliną sportową, zbliżoną do gimnastyki artystycznej. Organizacją nią zarządzającą jest Międzynarodowa Federacja Gimnastyki Estetycznej (IFAGG, International Federation of Aesthetic Group Gymnastics). Zajmuje się ona m.in. organizacją zawodów, takich jak : Puchar Świata, Mistrzostwach Świata i kontynentów, czempionatach krajów i inne. W marcu 2009 roku, we Wrocławiu, odbyła się I Edycja Pucharu Świata w Gimnastyce Estetycznej.

## Zasady
Startujące w niej zawodniczki występują w drużynach, liczących od 6 do 10 osób i na specjalnej planszy prezentują układy, trwające od 2:15 do 2:45. Obowiązkowymi elementami są fale, swingi, równowagi, piruety, skoki, podskoki, kroki taneczne oraz podnoszenia.